# 場谷常八
場谷常八（ばや つねはち、1950年（昭和25年）3月6日 - ）は、日本の政治家。元留寿都村長（2期）。

## 来歴
放送大学大学院修士課程修了。1969年（昭和44年）松前町役場に入庁。1977年（昭和52年）北海道庁に入庁。保健福祉部福祉局長などを歴任。2010年（平成22年）北海道庁を退職。
2013年（平成25年）現職の土屋隆幸を破り、初当選。2017年（平成29年）新人の中村裕明を破り、再選。2021年（令和3年）3選を目指したが、前村議の佐藤ひさ子に敗れ落選。